# مورافنو (آمبوهیماهاسوآ)
مورافنو (به لاتین: Morafeno) یک منطقهٔ مسکونی در ماداگاسکار است که در ناحیه آمبوهیماهاسوآ واقع شده‌است. مورافنو ۱۰٬۰۰۰ نفر جمعیت دارد و ۱٬۲۲۲ متر بالاتر از سطح دریا واقع شده‌است.